# クリス・マクギャリー
クリス・マクギャリー（Chris McGarry、1966年8月19日 - ）は、アメリカ合衆国の俳優。

## 出演作品
- クリミナル・マインド８　ＦＢＩ行動分析課
- ＶＥＧＡＳ／ベガス
- グレイズ・アナトミー9
- ＮＣＩＳ　～ネイビー犯罪捜査班 シーズン10
- アメリカン・ホラー・ストーリー：精神科病棟
- アウェイク　～引き裂かれた現実
- 欲望のバージニア
- プライベート・プラクティス5
- HAWAII FIVE-0 シーズン2
- ＣＳＩ：マイアミ9
- ディフェンダーズ　闘う弁護士
- 24 TWENTY FOUR ファイナル・シーズン
- MAD MEN　マッドメン シーズン4
- 4デイズ
- コールドケース7 ザ・ファイナル
- ミディアム6 霊能者アリソン・デュボア
- ＣＳＩ：１０　科学捜査班
- ボストン・リーガル シーズン5
- WITHOUT A TRACE／FBI 失踪者を追え! シーズン6
- LAW & ORDER　ロー＆オーダー シーズン16